# Hallenstadion
Het Hallenstadion is een multifunctionele arena in de Zwitserse stad Zürich en is tevens de thuishaven van de ZSC Lions. De arena, die ontworpen is door Bruno Giacometti, werd geopend op 18 juli 1939 en werd in 2005 gerenoveerd. Tijdens hockeywedstrijden kunnen 11.200 toeschouwers aanwezig zijn, bij bokswedstrijden 13.000. De capaciteit bij concerten in 14.000 toeschouwers.

## Sportevenementen
Wielerwedstrijden worden al sinds de opening in de arena gehouden. De zesdaagse van Zürich begon hier in 1954 op een houten baan tot de renovatie in 2004, het evenement wordt nu weer gehouden in een modernere atmosfeer.
Het wereldkampioenschap ijshockey 1998 werd ook in het Hallenstadion gehouden, samen met Basel. In februari 2006 werden hier de halve finales en de finale van het Europees kampioenschap handbal mannen 2006 gehouden.
Jaarlijks werd hier het WTA-toernooi van Zürich gehouden, tot deze na 25 jaar in 2008 werd stopgezet. Op 21 december 2012 werd er weer tennis gespeeld in de arena. Een wedstrijd voor het goede doel tussen Roger Federer en Rafael Nadal voor de stichting van Federer werd er die dag gehouden.

## Concerten
- Concerten van Britney Spears in 2000 als onderdeel van de tournee Oops!... I Did It Again Tour, in 2004 als onderdeel van de tournee The Onyx Hotel Tour en als laatste in 2011 als onderdeel van de tournee Femme Fatale Tour
- Concert van Cher op 29 mei 2004 als onderdeel van de tournee Living Proof: The Farewell Tour
- Concerten van Rihanna op 19 april 2010 als onderdeel van de tournee Last Girl on Earth Tour, 7 november en 10 december 2011 als onderdeel van de tournee Loud Tour en 29 en 30 juni 2013 als onderdeel van de tournee Diamonds World Tour
- Concert van Muse op 18 november 2009 als onderdeel van de tournee The Resistance Tour
- Concert van Shakira op 17 november 2010 als onderdeel van de tournee The Sun Comes Out World Tour
- Concert van Laura Pausini op 10 april 2012 als onderdeel van de tournee Inedito World Tour
- Concert van Lady Gaga op 26 en 27 september 2012 als onderdeel van de tournee The Born This Way Ball Tour
- Concert van Jennifer Lopez op 10 oktober 2012 als onderdeel van de tournee Dance Again World Tour
- Concert van Beyoncé op 17 mei 2013 als onderdeel van de tournee The Mrs. Carter Show World Tour
- Concert van One Direction op 16 mei 2013 als onderdeel van de tournee Take Me Home Tour